# Diecezja Kaolack
Diecezja Kaolack – diecezja rzymskokatolicka w Senegalu. Powstała w 1947 jako apostolska prefektura. Podniesiona do rangi diecezji w 1965.

## Biskupi diecezjalni
- Biskupi diecezjalni
  - Bp Martin Boucar Tine od 25 lipca 2018
  - Bp Benjamin Ndiaye (2001 – 2014)
  - Bp Théodore-Adrien Sarr (1974 – 2000)
  - Bp Théophile Albert Cadoux, M.S.C. (1965 – 1974)
- Prefekci apostolscy
  - Bp Théophile Albert Cadoux, M.S.C. (1957 – 1965)